# Цел им Визентал
Цел им Визентал (њем. Zell im Wiesental) град је у њемачкој савезној држави Баден-Виртемберг. Једно је од 35 општинских средишта округа Лерах. Према процјени из 2010. у граду је живјело 6.084 становника. Посједује регионалну шифру (AGS) 8336103.

## Географски и демографски подаци
Цел им Визентал се налази у савезној држави Баден-Виртемберг у округу Лерах. Град се налази на надморској висини од 443 метра. Површина општине износи 36,1 km². У самом граду је, према процјени из 2010. године, живјело 6.084 становника. Просјечна густина становништва износи 168 становника/km².

## Међународна сарадња
| Мјесто | Држава    | Врста сарадње | Од    |
| ------ | --------- | ------------- | ----- |
|        | Француска | партнерство   | 1981. |
| Извор  |           |               |       |